# Józef Niesiołowski

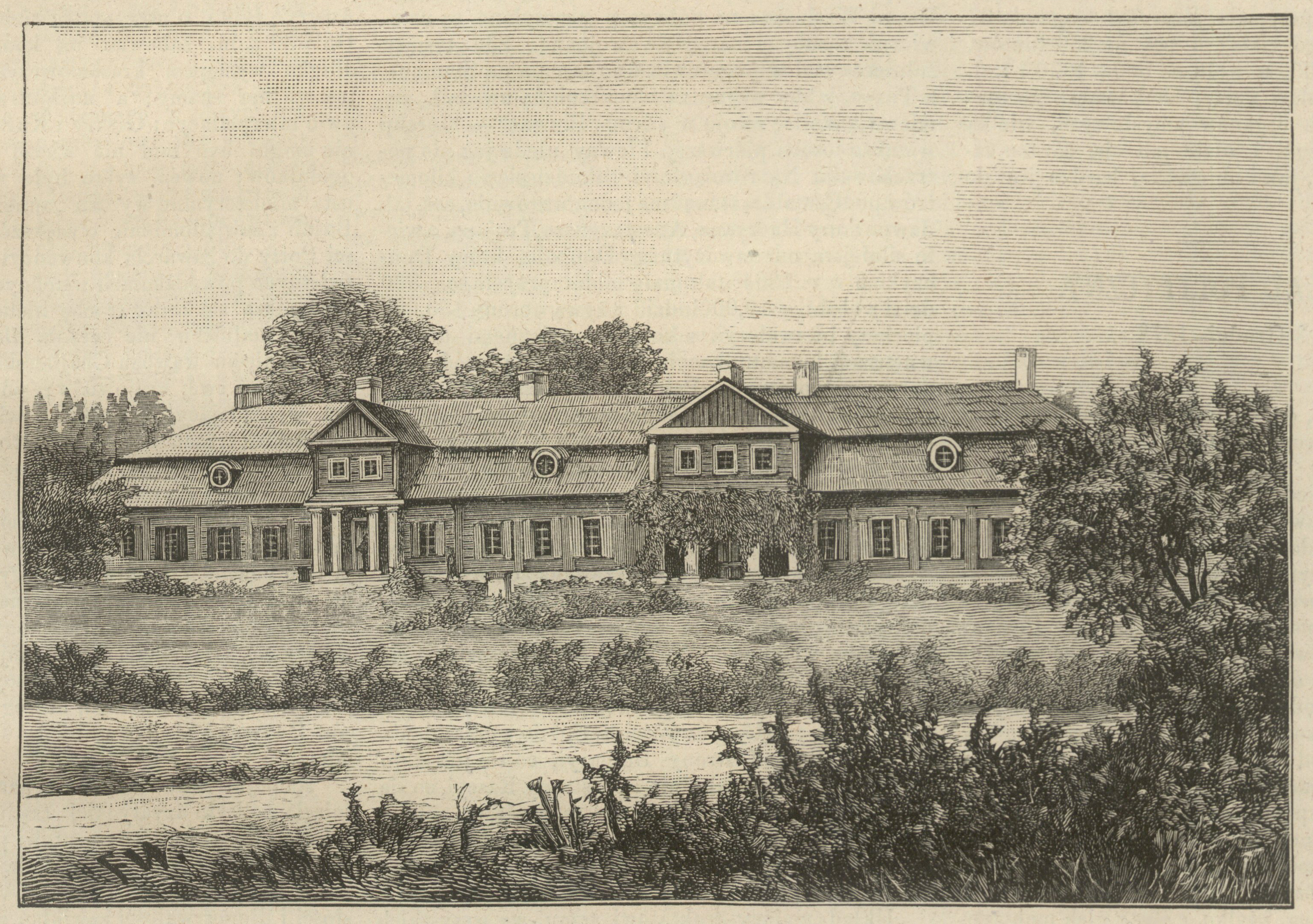
Dwór Niesiołowskich w Worończy

Józef Niesiołowski herbu Korzbok (ur. 1728, zm. 8 marca 1814) – ostatni wojewoda nowogródzki I Rzeczypospolitej, członek Rady Narodowej Litewskiej w 1794 roku, członek konfederacji targowickiej, starosta cyryński w 1746 roku, starosta preński i propojski w 1769 roku.

## Życiorys
Syn Adama Niesiołowskiego i Anny Berezowskiej. Żonaty z Katarzyną z książąt Massalskich, córką Michała Józefa, miał z nią syna Franciszka Ksawerego Niesiołowskiego.
W 1762 roku był deputatem powiatu kowieńskiego na Trybunał Główny Wielkiego Księstwa Litewskiego; trzykrotnie posłował na sejmy: w 1756, 1764 i 1766 roku. Jako pułkownik i poseł województwa nowogródzkiego na sejm elekcyjny był elektorem Stanisława Augusta Poniatowskiego w 1764 roku z województwa nowogródzkiego. Poseł nowogródzki na sejm koronacyjny 1764 roku. Pracował w kancelarii królewskiej. W 1765 roku sprawował godność cześnika wielkiego litewskiego, w latach 1765–1773 – kasztelana nowogrodzkiego, a następnie – wojewody nowogródzkiego.
W 1772 został kawalerem Orderu Świętego Stanisława. Był komandorem Orderu Opatrzności Bożej. Członek konfederacji 1773 roku. Na Sejmie Rozbiorowym 1773–1775 wszedł w skład delegacji wyłonionej pod naciskiem dyplomatów trzech państw rozbiorczych, mającej przeprowadzić rozbiór, został członkiem Komisji Rozdawniczej Litewskiej, ustanowionej dla likwidacji majątku skasowanego w Rzeczypospolitej zakonu jezuitów, powołany do Komisji Wojskowej Wielkiego Księstwa Litewskiego. 18 września 1773 roku podpisał traktaty cesji przez Rzeczpospolitą Obojga Narodów ziem zagarniętych przez Rosję, Prusy i Austrię w I rozbiorze Polski. Członek konfederacji Andrzeja Mokronowskiego w 1776 roku.
Na sejmie 1778 roku wybrany konsyliarzem Rady Nieustającej. Członek Departamentu Policji Rady Nieustającej w 1779 roku. Był członkiem konfederacji Sejmu Czteroletniego. Członek Komisji Wojskowej Obojga Narodów w 1788 roku. Był komisarzem z Senatu w tej komisji w 1792 roku. Figurował na liście posłów i senatorów posła rosyjskiego Jakowa Bułhakowa w 1792 roku, która zawierała zestawienie osób, na które Rosjanie mogą liczyć przy rekonfederacji i obaleniu dzieła 3 maja.
Był członkiem sprzysiężenia, przygotowującego wybuch insurekcji kościuszkowskiej na Litwie. W insurekcji kościuszkowskiej wszedł do Rady Najwyższej Tymczasowej w Wilnie, a następnie do Deputacji Centralnej. Kierownik Wydziału Skarbu Deputacji Centralnej Wielkiego Księstwa Litewskiego w powstaniu kościuszkowskim w 1794 roku. Po upadku powstania ukrywał się w lasach. W listopadzie 1794 roku został wzięty do niewoli i umieszczony w areszcie domowym, z którego został zwolniony na rozkaz Katarzyny II. Następnie wiódł życie ziemiańskie. Wzmianka o nim znajduje się w Panu Tadeuszu (Ks. I w. 790).